# أليساندرو لومباردي
أليساندرو لومباردي هو لاعب كرة قدم إيطالي في مركز الوسط، ولد في 21 يناير 2000 في مدينة ريفولي في إيطاليا.

## وصلات خارجية
- أليساندرو لومباردي على موقع قاعدة بيانات كرة القدم.إي يو (الإنجليزية)
- أليساندرو لومباردي على موقع Soccerway.com (الإنجليزية)
- أليساندرو لومباردي على موقع عالم كرة القدم.نت (الإنجليزية)